# Royal Dano
Royal Edward Dano (16 de noviembre de 1922-15 de mayo de 1994) fue un actor estadounidense de cine y televisión. Entre sus actuaciones más destacadas en cine se encuentran las producciones Saddle the Wind (1958) y Rey de reyes (1961), donde interpretó al apóstol San Pedro. En televisión realizó apariciones en series como Daniel Boone, Gunsmoke, Bonanza, El planeta de los simios y Twin Peaks.
En 1994 Dano falleció de un paro cardíaco luego de un accidente de tránsito mientras discutía con el otro conductor sobre los detalles del accidente.

## Filmografía seleccionada
- Moby Dick (1956)
- Man in the Shadow (1957)
- Man of the West (1958)
- Saddle the Wind (1958)
- Rey de reyes (1961)
- Gunpoint (1966)
- The Undefeated (1969)
- Big Bad Mama (1974)
- Capone (1975)
- The Right Stuff (1983)
- Teachers (1984)
- Cocaine Wars (1985)
- Killer Klowns from Outer Space (1988)
- Spaced Invaders (1990)
- The Dark Half (1993)